# Glaphyromorphus darwiniensis
Espèce
Synonymes
- Sphenomorphus darwiniensis Storr, 1967
- Sphenomorphus arnhemicus Storr, 1967

Glaphyromorphus darwiniensis est une espèce de sauriens de la famille des Scincidae.

## Répartition
Cette espèce est endémique d'Australie. Elle se rencontre dans le Territoire du Nord et en Australie-Occidentale.

## Liste des sous-espèces
Selon The Reptile Database (26 septembre 2012) :
- Glaphyromorphus darwiniensis arnhemicus (Storr, 1967)
- Glaphyromorphus darwiniensis darwiniensis (Storr, 1967)

## Publication originale
- Storr, 1967 : The genus Sphenomorphus (Lacertilia, Scincidae) in Western Australia and the Northern Territory. Journal of the Royal Society of Western Australia, vol. 50, no 1, p. 10-20.